# José de Jesús Sánchez Carrero
José de Jesús Sánchez Carrero (Guaraque, Mérida; 9 de noviembre de 1879-Molino de Laffaux, Laffaux; 15 de septiembre de 1918) fue un militar venezolano. Participó en la Primera Guerra Mundial en la Legión Extranjera Francesa luchando del lado del ejército aliado en contra del Imperio Alemán. Obtuvo el grado de Coronel en Venezuela y Capitán en Francia.

## Biografía
Aunque nació en Guaraque, desde muy temprano sus padres emigran hacia Pregonero. Desde joven se involucra en la carrera militar, alistándose en Capacho, estado Táchira como soldado de montonera para comprometerse con la Revolución Liberal Restauradora liderada por el andino general Cipriano Castro en 1899 quien este último llegaría al poder para dar fin a los últimos residuos del caudillismo en Venezuela. Tras el derrocamiento de Castro y el ascenso dictatorial del general Juan Vicente Gómez a finales de 1908, Sánchez Carrero posteriormente asciende al grado de coronel, prestando servicio en guarniciones de Ciudad Bolívar y Margarita, más tarde se convierte en edecán del Ejecutivo. 
Por causa de una afección pulmonar parte a Suiza para realizarse tratamiento, pero al mismo tiempo que se recupera estalla la Primera Guerra Mundial y aprovecha la oportunidad pidiendo permiso a sus superiores para permanecer en Europa para aprender tácticas de combate militar. Viaja a Francia para alistarse a las líneas aliadas de la guerra pidiendo reconocimiento de su previa instrucción militar de coronel en Venezuela, y por fortuna es ascendido con el grado de teniente [lieutnant] a título extranjero en el 2.º Regimiento de la Legión Extranjera. Durante su participación activa en la guerra desde el 2 de diciembre de 1914, actúa en diversas campañas de trinchera, pero será herido de bala en el ataque de Souain en la batalla de Champaña el 27 de septiembre de 1916, recuperándose con intervención quirúrgica en el Hospital Militar N.º 722 de París. El mismo año regresa a Venezuela por última vez para hacer visita. Retorna a Francia para continuar su servicio activo, pero al instalarse al puesto de observación es visto por el enemigo y descargando su artillería le quitan la vida el 15 de septiembre de 1918 en el Molino de Laffaux, unos meses antes de terminar la Primera Guerra Mundial. El coronel Cott pronunció el sonar conocido «Mort pour la France [muerto por la Francia]», que implícitamente se reconoce en referencia al castrense venezolano muerto en Francia y por Francia. Sus restos reposan en el cementerio nacional de Ambleny, Aisne, antiguo cementerio militar.

## Distinciones

### Condecoraciones
- Busto del Libertador ( Venezuela, 1911).
- Caballero de la Legión de Honor ( Francia, 1916).[6]
- Cruz de Guerra 1914–1918 con dos palmas y estrellas en bronce y plata ( Francia, 1918).

### Grados
- Grado de Coronel en Venezuela.
- Grado de Capitán en Francia.

### Dedicatorias
La figura de este militar ha sido reconocida en los Andes y en Venezuela. En Guaraque, estado Mérida, existe una escuela que lleva su nombre; en Maracay, estado Aragua, hay una calle que le debe igualmente su nombre a Sánchez Carrero; Lucas Ortíz Ochoa empuñó de su mano un himno en su honor para conmemorarlo.

## Venezolanos en la Primera Guerra Mundial
Sánchez Carrero no es el único militar en participar en la Primera Guerra Mundial, algunos investigadores han pesquisado en archivos históricos, memorias y gacetas estadales para buscar figuras venezolanas que ofrecieron servicios en la Guerra, con el fin de que permanezca y persista la memoria histórica de estos soldados olvidados.
un extracto del libro "Muerto por Francia" del historiador Carlos Pérez Jurado señala varios participantes venezolanos en calidad de reclutamiento voluntario:

De los venezolanos que combatirían en la Gran Guerra (1914-1918) la mayoría lo hizo en la Legión Extranjera (excepto Rafael De Nogales Méndez en el Ejército Otomano y Carlos Meyer Baldó en el Ejército Imperial Alemán). De estos venezolanos recordamos al Teniente Coronel Luis Camilo Ramírez de Ribas, luego asesinado en Fez en 1935 por su Ordenanza (un ruso) para robarle el sueldo que venía de cobrar;  había servido en la Legión y en la Aviación de Caza (Francesa). Ismael Urdaneta (se carteaba con el Dr. Caracciolo Parra Pérez), quedó mal herido en los combates de Gallípoli (en 1915) y casi inválido volvió a Venezuela. El General Gómez le tenía en gran estima. Se suicidaría a poco. Mario Velázquez también aviador. José R. Bastardo García luego de pasar por la Legión, una vez de regreso en Venezuela ingresó en el Ejército Nacional (en 1919 en calidad de Subteniente), llegó al grado de Capitán. Perdería la vida en acción de guerra el Capitán (Légian Etrangére) José de Jesús Sánchez Carrero. Su cuerpo reposa en un cementerio militar francés. Dice Lino Iribarrén Celis: “Los restos de Nogales Méndez se encuentran en el Cementerio de Caracas (fueron trasladados por orden del Coronel Tomás Pérez Tenreiro, Presidente que era del OFIDIRE, al Panteón de este Instituto situado en el Cementerio General del Sur). Los de Sánchez Carrero en Bois Robert, cementerio de la guerra, cerca del Aisne, en las mediaciones de Ambleny, Francia”. (Lino Iribarren Celis, Dos soldados venezolanos (en): El Independiente, jueves 24 de julio de 1958.